# Előszállás
Előszállás è un comune dell'Ungheria di 2.487 abitanti (dati 2001). È situato nella contea di Fejér.